# Ozero Ropno
Ozero Ropno (ryska: Озеро Ропно) är en sjö i Belarus.   Den ligger i voblasten Vitsebsks voblast, i den norra delen av landet, 190 km norr om huvudstaden Minsk. Ozero Ropno ligger 124 meter över havet.
Omgivningarna runt Ozero Ropno är en mosaik av jordbruksmark och naturlig växtlighet. Runt Ozero Ropno är det ganska tätbefolkat, med 72 invånare per kvadratkilometer.